# سرن (تنکابن)
سرن، روستایی از توابع بخش کوهستان شهرستان تنکابن در استان مازندران ایران است.

## جمعیت
این روستا در دهستان سه‌هزار قرار دارد و براساس سرشماری مرکز آمار ایران در سال ۱۳۸۵، جمعیت آن ۸۴ نفر (۲۵خانوار) بوده‌است.